# Torrefiel
Torrefiel es un barrio de la ciudad de Valencia (España), perteneciente al distrito de Rascaña. 

## Historia
Si bien existieron varias alquerías en la zona desde antiguo, el núcleo del barrio actual surge a principios del siglo XX. El primer censo se realizó en 1901, y el barrio se conformó en la década de 1920, próximo al antiguo municipio de Els Orriols. Con posterioridad también se construyeron bloques de viviendas baratas para los afectados de la gran riada de Valencia de 1957.

## Características

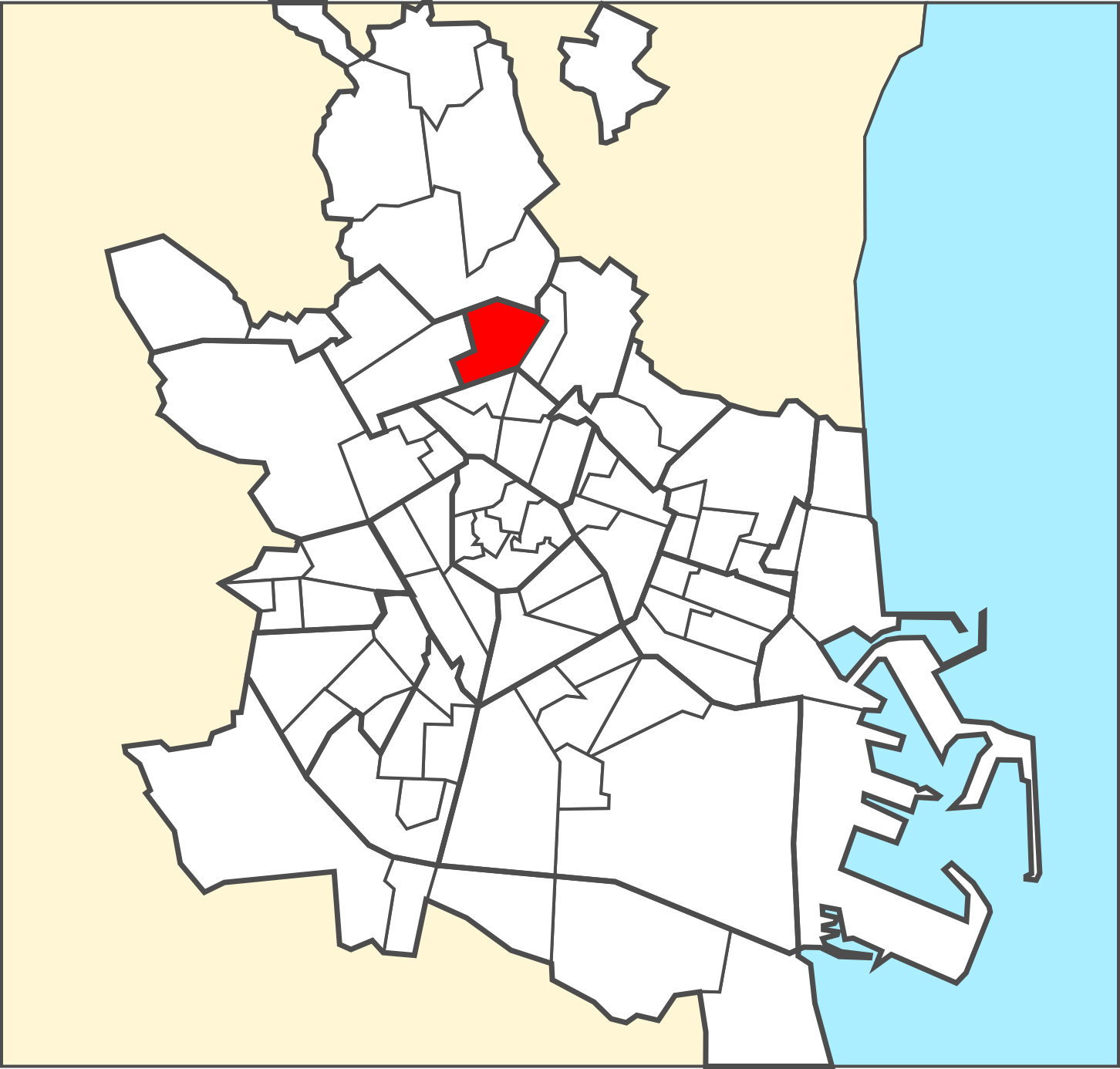
El barrio de Torrefiel en la ciudad de Valencia.

Está situado al norte de la ciudad y limita al norte con Pueblo Nuevo, al este con Orriols, al sur con Tormos y al oeste con Benicalap. Su población en 2022 era de 26.033 habitantes.

## Transporte
Torrefiel dispone de buenos accesos al bulevar norte (Av. Hermanos Machado) y a Tavernes Blanques, así como con la segunda ronda de circunvalación a través de la avenida del Doctor Peset Aleixandre . 
El barrio es cruzado por las líneas 6, 12, 16, 26, C26, 36, 60 y el nitbús N2 y N10 de la EMT de Valencia, y por la Línea 6 del tranvía en la Estación de Tossal del Rei.

## Patrimonio
- Alquería de Falcó